# Saison 2018-2019 des Hornets de Charlotte
La saison 2018-2019 des Hornets de Charlotte est la 29e saison de la franchise en NBA.

## Draft
Les Hornets de Charlotte entrent dans la draft 2018 de la NBA avec deux choix en attendant des éventuels échanges. 
| Tour | Choix | Joueur                  | Poste | Nationalité | Provenance                |
| ---- | ----- | ----------------------- | ----- | ----------- | ------------------------- |
| 1    | 11    | Shai Gilgeous-Alexander | G     | Canada      | Wildcats du Kentucky      |
| 2    | 55    | Arnoldas Kulboka        | F     | Lituanie    | Orlandina Basket (Italie) |

## Matchs

### Summer League
| Summer League Total: 3-2 |

| Match | Date match | Équipe        | Score        | Meilleur marqueur       | Meilleur rebondeur     | Meilleur passeur     | Lieux Spectateurs    | Série |
| ----- | ---------- | ------------- | ------------ | ----------------------- | ---------------------- | -------------------- | -------------------- | ----- |
| 1     | 6 juillet  | Oklahoma City | V 88-87      | Malik Monk (23)         | Willy Hernangómez (14) | Devonte' Graham (5)  | Thomas & Mack Center | 1 - 0 |
| 2     | 8 juillet  | Miami         | V 94-90      | Bacon, Hernangómez (22) | Willy Hernangómez (10) | Devonte' Graham (7)  | Cox Pavilion         | 2 - 0 |
| 3     | 9 juillet  | Boston        | D 80-100     | Miles Bridges (20)      | Willy Hernangómez (11) | Devonte' Graham (6)  | Cox Pavilion         | 2 - 1 |
| 4     | 11 juillet | Golden State  | V 87-69      | Dwayne Bacon (19)       | Willy Hernangómez (13) | Joe Chealey (6)      | Thomas & Mack Center | 3 - 1 |
| 5     | 14 juillet | Toronto       | D 84-87 (OT) | Dwayne Bacon (28)       | Miles Bridges (11)     | Bridges, Chealey (4) | Cox Pavilion         | 3 - 2 |

### Pré-saison
| Pré-saison Total: 4-1 (Domicile: 3-0; Extérieur: 1-1) |

| Match | Date match   | Équipe   | Score     | Meilleur marqueur    | Meilleur rebondeur          | Meilleur passeur   | Lieux Spectateurs        | Série |
| ----- | ------------ | -------- | --------- | -------------------- | --------------------------- | ------------------ | ------------------------ | ----- |
| 1     | 28 septembre | Boston   | V 104-97  | Jeremy Lamb (15)     | Michael Kidd-Gilchrist (12) | Nicolas Batum (6)  | Dean Smith Center        | 1 - 0 |
| 2     | 30 septembre | @ Boston | D 112-115 | Miles Bridges (23)   | Frank Kaminsky (7)          | Batum, Lamb & Monk | TD Garden                | 1 - 1 |
| 3     | 3 octobre    | Miami    | V 122-113 | Kemba Walker (18)    | Willy Hernangómez (10)      | Parker & Monk (7)  | Spectrum Center          | 2 - 1 |
| 4     | 8 octobre    | Chicago  | V 110-104 | Kemba Walker (20)    | Nicolas Batum (12)          | Nicolas Batum (7)  | Spectrum Center          | 3 - 1 |
| 5     | 12 octobre   | @ Dallas | V 123-118 | Devonte' Graham (15) | Miles Bridges (7)           | Malik Monk (5)     | American Airlines Center | 4 - 1 |

### Saison régulière
| Saison régulière Total: 39-43 (Domicile: 25-16; Extérieur: 14-27) |

| Match | Date match | Équipe         | Score     | Meilleur marqueur | Meilleur rebondeur         | Meilleur passeur | Lieux                   | Série |
| ----- | ---------- | -------------- | --------- | ----------------- | -------------------------- | ---------------- | ----------------------- | ----- |
| 1     | 17 octobre | Milwaukee      | D 112-113 | Kemba Walker (41) | Marvin Williams (9)        | Tony Parker (7)  | Spectrum Center         | 0 - 1 |
| 2     | 19 octobre | @ Orlando      | V 120-88  | Kemba Walker (26) | Michael Kidd-Gilchrist (9) | Tony Parker (6)  | Amway Center            | 1 - 1 |
| 3     | 20 octobre | @ Miami        | V 113-112 | Kemba Walker (39) | Hernangómez, Zeller (8)    | Kemba Walker (7) | American Airlines Arena | 2 - 1 |
| 4     | 22 octobre | @ Toronto      | D 106-127 | Kemba Walker (26) | Cinq joueurs (5)           | Kemba Walker (5) | Scotiabank Arena        | 2 - 2 |
| 5     | 24 octobre | @ Chicago      | D 110-112 | Kemba Walker (23) | Marvin Williams (8)        | Kemba Walker (6) | United Center           | 2 - 3 |
| 6     | 26 octobre | Chicago        | V 135-106 | Kemba Walker (30) | Michael Kidd-Gilchrist (8) | Tony Parker (8)  | Spectrum Center         | 3 - 3 |
| 7     | 27 octobre | @ Philadelphie | D 103-105 | Kemba Walker (37) | Nicolas Batum (10)         | Kemba Walker (6) | Wells Fargo Center      | 3 - 4 |
| 8     | 31 octobre | Miami          | V 125-113 | Tony Parker (24)  | Hernangómez, Gilchrist (8) | Tony Parker (11) | Spectrum Center         | 4 - 4 |

| Match | Date match   | Équipe          | Score          | Meilleur marqueur   | Meilleur rebondeur          | Meilleur passeur   | Lieux                   | Série   |
| ----- | ------------ | --------------- | -------------- | ------------------- | --------------------------- | ------------------ | ----------------------- | ------- |
| 9     | 1er novembre | Oklahoma City   | D 107-111      | Monk, Walker (21)   | Gilchrist, Lamb (9)         | Batum, Walker (6)  | Spectrum Center         | 4 - 5   |
| 10    | 3 novembre   | Cleveland       | V 126-94       | Jeremy Lamb (19)    | Batum, Lamb (8)             | Nicolas Batum (8)  | Spectrum Center         | 5 - 5   |
| 11    | 6 novembre   | Atlanta         | V 113-102      | Kemba Walker (29)   | Willy Hernangómez (9)       | Kemba Walker (7)   | Spectrum Centerr        | 6 - 5   |
| 12    | 9 novembre   | @ Philadelphie  | D 132-133 (OT) | Kemba Walker (30)   | Michael Kidd-Gilchrist (12) | Kemba Walker (9)   | Wells Fargo Center      | 6 - 6   |
| 13    | 11 novembre  | @ Detroit       | V 113-103      | Parker, Walker (24) | Batum, Bridges (8)          | Kemba Walker (8)   | Little Caesars Arena    | 7 - 6   |
| 14    | 13 novembre  | @ Cleveland     | D 89-113       | Jeremy Lamb (22)    | Jeremy Lamb (6)             | Kemba Walker (6)   | Quicken Loans Arena     | 7 - 7   |
| 15    | 17 novembre  | Philadelphie    | D 119-122 (OT) | Kemba Walker (60)   | Jeremy Lamb (10)            | Tony Parker (5)    | Spectrum Center         | 7 - 8   |
| 16    | 19 novembre  | Boston          | V 117-112      | Kemba Walker (43)   | Batum, Zeller (8)           | Kemba Walker (5)   | Spectrum Center         | 8 - 8   |
| 17    | 21 novembre  | Indiana         | V 127-109      | Jeremy Lamb (21)    | Jeremy Lamb (7)             | Kemba Walker (11)  | Spectrum Center         | 9 - 8   |
| 18    | 23 novembre  | @ Oklahoma City | D 104-109      | Kemba Walker (25)   | Nicolas Batum (9)           | Kemba Walker (8)   | Chesapeake Energy Arena | 9 - 9   |
| 19    | 25 novembre  | @ Atlanta       | D 123-124      | Malik Monk (26)     | Marvin Williams (13)        | Kemba Walker (9)   | State Farm Arena        | 9 - 10  |
| 20    | 26 novembre  | Milwaukee       | V 110-107      | Lamb, Walker (21)   | Lamb, Williams (8)          | Tony Parker (6)    | Spectrum Center         | 10 - 10 |
| 21    | 28 novembre  | Atlanta         | V 108-94       | Jeremy Lamb (22)    | Quatre joueurs (6)          | Quatre joueurs (3) | Spectrum Center         | 11 - 10 |
| 22    | 30 novembre  | Utah            | D 111-119      | Jeremy Lamb (24)    | Marvin Williams (11)        | Tony Parker (9)    | Spectrum Center         | 11 - 11 |

| Match | Date match  | Équipe           | Score           | Meilleur marqueur    | Meilleur rebondeur       | Meilleur passeur    | Lieux                 | Série   |
| ----- | ----------- | ---------------- | --------------- | -------------------- | ------------------------ | ------------------- | --------------------- | ------- |
| 23    | 2 décembre  | Nouvelle-Orléans | D 109-119       | Frank Kaminsky (19)  | Bridges, Hernangómez (8) | Parker, Walker (5)  | Spectrum Center       | 11 - 12 |
| 24    | 5 décembre  | @ Minnesota      | D 104-121       | Jeremy Lamb (18)     | Jeremy Lamb (11)         | Nicolas Batum (8)   | Target Center         | 11 - 13 |
| 25    | 7 décembre  | Denver           | V 113-107       | Kemba Walker (21)    | Marvin Williams (10)     | Kemba Walker (8)    | Spectrum Center       | 12 - 13 |
| 26    | 9 décembre  | @ New York       | V 119-107       | Kemba Walker (25)    | Cody Zeller (7)          | Kemba Walker (6)    | Madison Square Garden | 13 - 13 |
| 27    | 12 décembre | Détroit          | V 108-107       | Kemba Walker (31)    | Marvin Williams (10)     | Kemba Walker (9)    | Spectrum Center       | 14 - 13 |
| 28    | 14 décembre | New York         | D 124-126 (OT)  | Batum, Zeller (21)   | Cody Zeller (13)         | Kemba Walker (10)   | Spectrum Center       | 14 - 14 |
| 29    | 15 décembre | L.A. Lakers      | D 100-128       | Malik Monk (19)      | Cody Zeller (7)          | Devonte' Graham (6) | Spectrum Center       | 14 - 15 |
| 30    | 19 décembre | Cleveland        | V 110-99        | Kemba Walker (30)    | Jeremy Lamb (12)         | Kemba Walker (6)    | Spectrum Center       | 15 - 15 |
| 31    | 21 décembre | Détroit          | V 98-86         | Marvin Williams (24) | Cody Zeller (8)          | Kemba Walker (5)    | Spectrum Center       | 16 - 15 |
| 32    | 23 décembre | @ Boston         | D 103-119       | Kemba Walker (21)    | Juan Hernangómez (10)    | Graham, Lamb (5)    | TD Garden             | 16 - 16 |
| 33    | 26 décembre | @ Brooklyn       | D 132-134 (2OT) | Kemba Walker (35)    | Marvin Williams (12)     | Parker, Walker (5)  | Barclays Center       | 16 - 17 |
| 34    | 28 décembre | Brooklyn         | V 100-87        | Kemba Walker (29)    | Cody Zeller (10)         | Nicolas Batum (5)   | Spectrum Center       | 17 - 17 |
| 35    | 29 décembre | @ Washington     | D 126-130       | Kemba Walker (47)    | Cody Zeller (9)          | Devonte' Graham (5) | Capital One Arena     | 17 - 18 |
| 36    | 31 décembre | Orlando          | V 125-100       | Kemba Walker (24)    | Juan Hernangómez (8)     | Kemba Walker (7)    | Spectrum Center       | 18 - 18 |

| Match | Date match | Équipe          | Score     | Meilleur marqueur  | Meilleur rebondeur        | Meilleur passeur    | Lieux                      | Série   |
| ----- | ---------- | --------------- | --------- | ------------------ | ------------------------- | ------------------- | -------------------------- | ------- |
| 37    | 2 janvier  | Dallas          | D 84-122  | Kemba Walker (11)  | Juan Hernangómez (10)     | Kemba Walker (5)    | Spectrum Center            | 18 - 19 |
| 38    | 5 janvier  | @ Denver        | D 110-123 | Kemba Walker (20)  | Bismack Biyombo (12)      | Devonte' Graham (8) | Pepsi Center               | 18 - 20 |
| 39    | 6 janvier  | @ Phoenix       | V 119-113 | Kemba Walker (29)  | Juan Hernangómez (9)      | Tony Parker (6)     | Talking Stick Resort Arena | 19 - 20 |
| 40    | 8 janvier  | @ L.A. Clippers | D 109-128 | Malik Monk (24)    | Marvin Williams (7)       | Kemba Walker (5)    | Staples Center             | 19 - 21 |
| 41    | 11 janvier | @ Portland      | D 96-127  | Kemba Walker (18)  | Biyombo, Hernangómez (8)  | Malik Monk (4)      | Moda Center                | 19 - 22 |
| 42    | 12 janvier | @ Sacramento    | D 97-104  | Kemba Walker (31)  | Bismack Biyombo (10)      | Nicolas Batum (5)   | Golden 1 Center            | 19 - 23 |
| 43    | 14 janvier | @ San Antonio   | V 108-93  | Kemba Walker (33)  | Kidd-Gilchrist, Lamb (7)  | Kemba Walker (5)    | AT&T Center                | 20 - 23 |
| 44    | 17 janvier | Sacramento      | V 114-95  | Kemba Walker (23)  | Juan Hernangómez (16)     | Tony Parker (6)     | Spectrum Center            | 21 - 23 |
| 45    | 19 janvier | Phoenix         | V 135-115 | Kemba Walker (21)  | Biyombo, Hernangómez (13) | Batum, Lamb (6)     | Spectrum Center            | 22 - 23 |
| 46    | 20 janvier | @ Indiana       | D 95-120  | Kemba Walker (23)  | Bismack Biyombo (11)      | Kemba Walker (7)    | Bankers Life Fieldhouse    | 22 - 24 |
| 47    | 23 janvier | @ Memphis       | V 118-107 | Kemba Walker (22)  | Bismack Biyombo (10)      | Kemba Walker (7)    | FedExForum                 | 23 - 24 |
| 48    | 25 janvier | @ Milwaukee     | D 99-108  | Nicolas Batum (19) | Walker, Williams (8)      | Kemba Walker (5)    | Fiserv Forum               | 23 - 25 |
| 49    | 28 janvier | New York        | V 101-92  | Lamb, Parker (15)  | Juan Hernangómez (11)     | Kemba Walker (5)    | Spectrum Center            | 24 - 25 |
| 50    | 30 janvier | @ Boston        | D 94-126  | Kemba Walker (21)  | Biyombo, Lamb (5)         | Nicolas Batum (4)   | TD Garden                  | 24 - 26 |

| Match                  | Date match  | Équipe        | Score     | Meilleur marqueur | Meilleur rebondeur   | Meilleur passeur    | Lieux                    | Série   |
| ---------------------- | ----------- | ------------- | --------- | ----------------- | -------------------- | ------------------- | ------------------------ | ------- |
| 51                     | 1er février | Memphis       | V 100-92  | Kemba Walker (23) | Nicolas Batum (10)   | Tony Parker (7)     | Spectrum Center          | 25 - 26 |
| 52                     | 2 février   | Chicago       | V 125-118 | Kemba Walker (37) | Jeremy Lamb (9)      | Kemba Walker (10)   | Spectrum Center          | 26 - 26 |
| 53                     | 5 février   | L.A. Clippers | D 115-117 | Kemba Walker (32) | Cody Zeller (11)     | Kemba Walker (9)    | Spectrum Center          | 26 - 27 |
| 54                     | 6 février   | @ Dallas      | D 93-99   | Kemba Walker (30) | Cody Zeller (13)     | Kemba Walker (6)    | American Airlines Center | 26 - 28 |
| 55                     | 9 février   | @ Atlanta     | V 129-120 | Kemba Walker (37) | Cody Zeller (8)      | Nicolas Batum (8)   | State Farm Arena         | 27 - 28 |
| 56                     | 11 février  | @ Indiana     | D 90-99   | Kemba Walker (34) | Marvin Williams (11) | Trois joueurs (3)   | Bankers Life Fieldhouse  | 27 - 29 |
| 57                     | 14 février  | @ Orlando     | D 89-127  | Malik Monk (15)   | Marvin Williams (8)  | Devonte' Graham (4) | Amway Center             | 27 - 30 |
| NBA All-Star Game 2019 |             |               |           |                   |                      |                     |                          |         |
| 58                     | 22 février  | Washington    | V 123-110 | Kemba Walker (27) | Williams, Zeller (9) | Kemba Walker (11)   | Spectrum Center          | 28 - 30 |
| 59                     | 23 février  | Brooklyn      | D 115-117 | Kemba Walker (32) | Cody Zeller (11)     | Tony Parker (5)     | Spectrum Center          | 28 - 31 |
| 60                     | 25 février  | Golden State  | D 110-121 | Cody Zeller (28)  | Cody Zeller (9)      | Jeremy Lamb (7)     | Spectrum Center          | 28 - 32 |
| 61                     | 27 février  | Houston       | D 113-118 | Kemba Walker (35) | Jeremy Lamb (14)     | Batum, Lamb (6)     | Spectrum Center          | 28 - 33 |

| Match | Date match | Équipe         | Score     | Meilleur marqueur      | Meilleur rebondeur     | Meilleur passeur  | Lieux                   | Série   |
| ----- | ---------- | -------------- | --------- | ---------------------- | ---------------------- | ----------------- | ----------------------- | ------- |
| 62    | 1er mars   | @ Brooklyn     | V 123-112 | Kemba Walker (25)      | Cody Zeller (9)        | Kemba Walker (7)  | Barclays Center         | 29 - 33 |
| 63    | 3 mars     | Portland       | D 108-118 | Jeremy Lamb (23)       | Bismack Biyombo (9)    | Kemba Walker (12) | Spectrum Center         | 29 - 34 |
| 64    | 6 mars     | Miami          | D 84-91   | Kaminsky, Walker (20)  | Cody Zeller (10)       | Kemba Walker (7)  | Spectrum Center         | 29 - 35 |
| 65    | 8 mars     | Washington     | V 112-111 | Marvin Williams (30)   | Jeremy Lamb (10)       | Kemba Walker (6)  | Spectrum Center         | 30 - 35 |
| 66    | 9 mars     | @ Milwaukee    | D 114-131 | Kemba Walker (25)      | Batum, Williams (8)    | Trois joueurs (4) | Fiserv Forum            | 30 - 36 |
| 67    | 11 mars    | @ Houston      | D 106-118 | Kemba Walker (40)      | Kemba Walker (10)      | Kemba Walker (7)  | Toyota Center           | 30 - 37 |
| 68    | 15 mars    | @ Washington   | V 116-110 | Kemba Walker (28)      | Jeremy Lamb (8)        | Nicolas Batum (6) | Capital One Arena       | 31 - 37 |
| 69    | 17 mars    | @ Miami        | D 75-93   | Jeremy Lamb (21)       | Batum, Kaminsky (7)    | Kemba Walker (4)  | American Airlines Arena | 31 - 38 |
| 70    | 19 mars    | Philadelphie   | D 114-118 | Jeremy Lamb (26)       | Jeremy Lamb (11)       | Kemba Walker (4)  | Spectrum Center         | 31 - 39 |
| 71    | 21 mars    | Minnesota      | V 113-106 | Kemba Walker (31)      | Miles Bridges (12)     | Kemba Walker (6)  | Spectrum Center         | 32 - 39 |
| 72    | 23 mars    | Boston         | V 124-117 | Kemba Walker (36)      | Kemba Walker (11)      | Kemba Walker (9)  | Spectrum Center         | 33 - 39 |
| 73    | 24 mars    | @ Toronto      | V 115-114 | Dwayne Bacon (20)      | Willy Hernangómez (10) | Kemba Walker (13) | Scotiabank Arena        | 34 - 39 |
| 74    | 26 mars    | San Antonio    | V 125-116 | Kemba Walker (38)      | Frank Kaminsky (10)    | Kemba Walker (11) | Spectrum Center         | 35 - 39 |
| 75    | 29 mars    | @ L.A. Lakers  | D 115-129 | Kemba Walker (24)      | Bismack Biyombo (9)    | Kemba Walker (6)  | Staples Center          | 35 - 40 |
| 76    | 31 mars    | @ Golden State | D 90-137  | Willy Hernangómez (22) | Willy Hernangómez (5)  | Jeremy Lamb (5)   | Oracle Arena            | 35 - 41 |

| Match | Date match | Équipe             | Score     | Meilleur marqueur | Meilleur rebondeur    | Meilleur passeur    | Lieux                   | Série   |
| ----- | ---------- | ------------------ | --------- | ----------------- | --------------------- | ------------------- | ----------------------- | ------- |
| 77    | 1er avril  | @ Utah             | D 102-111 | Kemba Walker (47) | Willy Hernangómez (8) | Devonte' Graham (6) | Vivint Smart Home Arena | 35 - 42 |
| 78    | 3 avril    | @ Nouvelle-Orléans | V 115-109 | Kemba Walker (32) | Bismack Biyombo (9)   | Kemba Walker (7)    | Smoothie King Center    | 36 - 42 |
| 79    | 5 avril    | Toronto            | V 113-111 | Kemba Walker (29) | Frank Kaminsky (13)   | Kemba Walker (8)    | Spectrum Center         | 37 - 42 |
| 80    | 7 avril    | @ Détroit          | V 104-91  | Kemba Walker (31) | Bismack Biyombo (9)   | Kemba Walker (7)    | Little Caesars Arena    | 38 - 42 |
| 81    | 9 avril    | @ Cleveland        | V 124-97  | Lamb, Walker (23) | Miles Bridges (7)     | Kemba Walker (7)    | Quicken Loans Arena     | 39 - 42 |
| 82    | 10 avril   | Orlando            | D 114-122 | Kemba Walker (43) | Jeremy Lamb (8)       | Kemba Walker (5)    | Spectrum Center         | 39 - 43 |

### Confrontations en saison régulière
| Conférence Est      | Conférence Est                            | Conférence Est                            | Conférence Est                            | Conférence Est                            | Conférence Ouest                          | Conférence Ouest                          | Conférence Ouest                          |
| Division Atlantique | Division Atlantique                       | Division Atlantique                       | Division Atlantique                       | Division Atlantique                       | Division Nord-Ouest                       | Division Nord-Ouest                       | Division Nord-Ouest                       |
| Équipe              | Domicile                                  | Domicile                                  | Extérieur                                 | Extérieur                                 | Équipe                                    | Domicile                                  | Extérieur                                 |
| ------------------- | ----------------------------------------- | ----------------------------------------- | ----------------------------------------- | ----------------------------------------- | ----------------------------------------- | ----------------------------------------- | ----------------------------------------- |
| Boston              | 117-112                                   | 124-117                                   | 103-119                                   | 94-126                                    | Denver                                    | 113-107                                   | 110-123                                   |
| Brooklyn            | 100-87                                    | 115-117                                   | 132-134 (2OT)                             | 123-112                                   | Minnesota                                 | 113-106                                   | 104-121                                   |
| New York            | 124-126 (OT)                              | 101-92                                    | 119-107                                   |                                           | Oklahoma City                             | 107-111                                   | 104-109                                   |
| Philadelphie        | 119-122 (OT)                              | 114-118                                   | 103-105                                   | 132-133 (OT)                              | Portland                                  | 108-118                                   | 96-127                                    |
| Toronto             | 113-111                                   |                                           | 106-127                                   | 115-114                                   | Utah                                      | 111-119                                   | 102-111                                   |
|                     | 5–4                                       | 5–4                                       | 3–6                                       | 3–6                                       |                                           | 2–3                                       | 0–5                                       |
| Division            | 8–10                                      | 8–10                                      | 8–10                                      | 8–10                                      | Division                                  | 2–8                                       | 2–8                                       |
| Division Centrale   | Division Centrale                         | Division Centrale                         | Division Centrale                         | Division Centrale                         | Division Pacifique                        | Division Pacifique                        | Division Pacifique                        |
| Équipe              | Domicile                                  | Domicile                                  | Extérieur                                 | Extérieur                                 | Équipe                                    | Domicile                                  | Extérieur                                 |
| Chicago             | 135-106                                   | 125-118                                   | 110-112                                   |                                           | Golden State                              | 110-121                                   | 90-137                                    |
| Cleveland           | 126-94                                    | 110-99                                    | 89-113                                    | 124-97                                    | L.A. Clippers                             | 115-117                                   | 109-128                                   |
| Detroit             | 108-107                                   | 98-86                                     | 113-103                                   | 104-91                                    | L.A. Lakers                               | 100-128                                   | 115-129                                   |
| Indiana             | 127-109                                   |                                           | 95-120                                    | 90-99                                     | Phoenix                                   | 135-115                                   | 119-113                                   |
| Milwaukee           | 112-113                                   | 110-107                                   | 99-108                                    | 114-131                                   | Sacramento                                | 114-95                                    | 97-104                                    |
|                     | 8–1                                       | 8–1                                       | 3–6                                       | 3–6                                       |                                           | 2–3                                       | 1–4                                       |
| Division            | 11–7                                      | 11–7                                      | 11–7                                      | 11–7                                      | Division                                  | 3–7                                       | 3–7                                       |
| Division Sud-Est    | Division Sud-Est                          | Division Sud-Est                          | Division Sud-Est                          | Division Sud-Est                          | Division Sud-Ouest                        | Division Sud-Ouest                        | Division Sud-Ouest                        |
| Équipe              | Domicile                                  | Domicile                                  | Extérieur                                 | Extérieur                                 | Équipe                                    | Domicile                                  | Extérieur                                 |
| Atlanta             | 113-102                                   | 108-94                                    | 123-124                                   | 129-120                                   | Dallas                                    | 84-122                                    | 93-99                                     |
|                     |                                           |                                           |                                           |                                           | Houston                                   | 113-118                                   | 106-118                                   |
| Miami               | 125-113                                   | 84-91                                     | 113-112                                   | 75-93                                     | Memphis                                   | 100-92                                    | 118-107                                   |
| Orlando             | 125-100                                   | 114-122                                   | 120-88                                    | 89-127                                    | New Orleans                               | 109-119                                   | 115-109                                   |
| Washington          | 123-110                                   | 112-111                                   | 126-130                                   | 116-110                                   | San Antonio                               | 125-116                                   | 108-93                                    |
|                     | 6–2                                       | 6–2                                       | 4–4                                       | 4–4                                       |                                           | 2–3                                       | 3–2                                       |
| Division            | 10–6                                      | 10–6                                      | 10–6                                      | 10–6                                      | Division                                  | 5–5                                       | 5–5                                       |
| Conférence          | 29–23 (Domicile: 19–7; Extérieur: 10–16)  | 29–23 (Domicile: 19–7; Extérieur: 10–16)  | 29–23 (Domicile: 19–7; Extérieur: 10–16)  | 29–23 (Domicile: 19–7; Extérieur: 10–16)  | Conférence                                | 10–20 (Domicile: 6–9; Extérieur: 4–11)    | 10–20 (Domicile: 6–9; Extérieur: 4–11)    |
| Total               | 39–43 (Domicile: 25–16; Extérieur: 14–27) | 39–43 (Domicile: 25–16; Extérieur: 14–27) | 39–43 (Domicile: 25–16; Extérieur: 14–27) | 39–43 (Domicile: 25–16; Extérieur: 14–27) | 39–43 (Domicile: 25–16; Extérieur: 14–27) | 39–43 (Domicile: 25–16; Extérieur: 14–27) | 39–43 (Domicile: 25–16; Extérieur: 14–27) |

## Classements de la saison régulière
| Conférence Est | Conférence Est         | Conférence Est | Conférence Est | Conférence Est | Conférence Est | Conférence Est | Conférence Est |
| No             | Franchise              | Vic.           | Déf.           | MJ             | V/D            | GB             |                |
| -------------- | ---------------------- | -------------- | -------------- | -------------- | -------------- | -------------- | -------------- |
| 1              | Bucks de Milwaukee     | 60             | 22             | 82             | .732           | –              |                |
| 2              | Raptors de Toronto     | 58             | 24             | 82             | .707           | 2              |                |
| 3              | 76ers de Philadelphie  | 51             | 31             | 82             | .622           | 9              |                |
| 4              | Celtics de Boston      | 49             | 33             | 82             | .598           | 11             |                |
| 5              | Pacers de l'Indiana    | 48             | 34             | 82             | .585           | 12             |                |
| 6              | Nets de Brooklyn       | 42             | 40             | 82             | .512           | 18             |                |
| 7              | Magic d'Orlando        | 42             | 40             | 82             | .512           | 18             |                |
| 8              | Pistons de Détroit     | 41             | 41             | 82             | .500           | 19             |                |
|                |                        |                |                |                |                |                |                |
| 9              | Hornets de Charlotte   | 39             | 43             | 82             | .476           | 21             |                |
| 10             | Heat de Miami          | 39             | 43             | 82             | .476           | 21             |                |
| 11             | Wizards de Washington  | 32             | 50             | 82             | .390           | 28             |                |
| 12             | Hawks d'Atlanta        | 29             | 53             | 82             | .354           | 31             |                |
| 13             | Bulls de Chicago       | 22             | 60             | 82             | .268           | 38             |                |
| 14             | Cavaliers de Cleveland | 19             | 63             | 82             | .232           | 41             |                |
| 15             | Knicks de New York     | 17             | 65             | 82             | .207           | 43             |                |

| Division Sud-Est         | V  | D  | MJ | V/D  | GB | Dom   | Ext   | Div  |
| ------------------------ | -- | -- | -- | ---- | -- | ----- | ----- | ---- |
| Magic d'Orlando (7)      | 42 | 40 | 82 | .512 | –  | 25–16 | 17–24 | 10–6 |
| Hornets de Charlotte (9) | 39 | 43 | 82 | .476 | 3  | 25–16 | 14–27 | 10–6 |
| Heat de Miami (10)       | 39 | 43 | 82 | .476 | 3  | 19–22 | 20–21 | 7–9  |
| Washington Wizards (11)  | 32 | 50 | 82 | .390 | 10 | 22–19 | 10–31 | 7–9  |
| Hawks d'Atlanta (12)     | 29 | 53 | 82 | .354 | 13 | 17–24 | 12–29 | 6–10 |

## Effectif

### Effectif actuel
| Hornets de Charlotte Effectif en fin de saison régulière       |    |                                                |                        |                        |
| Entraîneur : James Borrego                                     |    |                                                |                        |                        |
| Arrière / Ailier                                               | 7  | Drapeau des États-Unis                         | Dwayne Bacon           | Florida State          |
| Arrière / Ailier                                               | 5  | Drapeau de la France                           | Nicolas Batum          | Le Mans                |
| Pivot                                                          | 8  | Drapeau de la république démocratique du Congo | Bismack Biyombo        | Baloncesto Fuenlabrada |
| Ailier / Ailier fort                                           | 0  | Drapeau des États-Unis                         | Miles Bridges (R)      | Michigan State         |
| Meneur                                                         | 31 | Drapeau des États-Unis                         | Joe Chealey (R) (TW)   | Charleston             |
| Meneur                                                         | 4  | Drapeau des États-Unis                         | Devonte' Graham (R)    | Kansas                 |
| Pivot                                                          | 41 | Drapeau de l'Espagne                           | Willy Hernangómez      | CDB Séville            |
| Ailier fort / Pivot                                            | 44 | /                                              | Frank Kaminsky         | Wisconsin              |
| Ailier                                                         | 14 | Drapeau des États-Unis                         | Michael Kidd-Gilchrist | Kentucky               |
| Arrière                                                        | 3  | Drapeau des États-Unis                         | Jeremy Lamb            | Connecticut            |
| Meneur / Arrière                                               | 6  | Drapeau des États-Unis                         | Shelvin Mack           | Butler                 |
| Arrière                                                        | 55 | Drapeau des États-Unis                         | J. P. Macura (R) (TW)  | Xavier                 |
| Arrière                                                        | 1  | Drapeau des États-Unis                         | Malik Monk             | Kentucky               |
| Meneur                                                         | 9  |                                                | Tony Parker            | Paris Basket Racing    |
| Meneur                                                         | 15 | Drapeau des États-Unis                         | Kemba Walker (C)       | Connecticut            |
| Ailier / Ailier fort                                           | 2  | Drapeau des États-Unis                         | Marvin Williams        | North Carolina         |
| Ailier fort / Pivot                                            | 40 | Drapeau des États-Unis                         | Cody Zeller            | Indiana                |
| (C) - Capitaine, (R) - Rookie, (TW) - Two-way contract, Blessé |    |                                                |                        |                        |

## Classements saison régulière
| Conférence Est | Conférence Est         | Conférence Est | Conférence Est | Conférence Est | Conférence Est | Conférence Est | Conférence Est |
| No             | Franchise              | Vic.           | Déf.           | MJ             | V/D            | GB             |                |
| -------------- | ---------------------- | -------------- | -------------- | -------------- | -------------- | -------------- | -------------- |
| 1              | Bucks de Milwaukee     | 60             | 22             | 82             | .732           | –              |                |
| 2              | Raptors de Toronto     | 58             | 24             | 82             | .707           | 2              |                |
| 3              | 76ers de Philadelphie  | 51             | 31             | 82             | .622           | 9              |                |
| 4              | Celtics de Boston      | 49             | 33             | 82             | .598           | 11             |                |
| 5              | Pacers de l'Indiana    | 48             | 34             | 82             | .585           | 12             |                |
| 6              | Nets de Brooklyn       | 42             | 40             | 82             | .512           | 18             |                |
| 7              | Magic d'Orlando        | 42             | 40             | 82             | .512           | 18             |                |
| 8              | Pistons de Détroit     | 41             | 41             | 82             | .500           | 19             |                |
|                |                        |                |                |                |                |                |                |
| 9              | Hornets de Charlotte   | 39             | 43             | 82             | .476           | 21             |                |
| 10             | Heat de Miami          | 39             | 43             | 82             | .476           | 21             |                |
| 11             | Wizards de Washington  | 32             | 50             | 82             | .390           | 28             |                |
| 12             | Hawks d'Atlanta        | 29             | 53             | 82             | .354           | 31             |                |
| 13             | Bulls de Chicago       | 22             | 60             | 82             | .268           | 38             |                |
| 14             | Cavaliers de Cleveland | 19             | 63             | 82             | .232           | 41             |                |
| 15             | Knicks de New York     | 17             | 65             | 82             | .207           | 43             |                |

| Division Sud-Est     | V  | D  | MJ | V/D  | GB | Dom   | Ext   | Div  |
| -------------------- | -- | -- | -- | ---- | -- | ----- | ----- | ---- |
| Magic d'Orlando      | 42 | 40 | 82 | .512 | –  | 25–16 | 17–24 | 10–6 |
| Hornets de Charlotte | 39 | 43 | 82 | .476 | 3  | 25–16 | 14–27 | 10–6 |
| Heat de Miami        | 39 | 43 | 82 | .476 | 3  | 19–22 | 20–21 | 7–9  |
| Washington Wizards   | 32 | 50 | 82 | .390 | 10 | 22–19 | 10–31 | 7–9  |
| Hawks d'Atlanta      | 29 | 53 | 82 | .354 | 13 | 17–24 | 12–29 | 6–10 |

## Transactions

### Échanges
| 21 juin 2018 (Jour de la draft) | A Hornets de CharlotteDroits sur Devonte' Graham (#34)                                                                                | A Hawks d'AtlantaSecond tour de draft 2019 Second tour de draft 2023 |
| 21 juin 2018 (Jour de la draft) | A Hornets de CharlotteDroits sur Miles Bridges (#12) Second tour de draft 2020 (de Cleveland) Second tour de draft 2021               | A Clippers de Los AngelesDroits sur Shai Gilgeous-Alexander (#11)    |
| 6 juillet 2018                  | A Hornets de CharlotteTimofeï Mozgov Droits sur Hamidou Diallo (#45) Second tour de draft 2021 Compensation financière de 5 000 000 $ | A Nets de BrooklynDwight Howard                                      |
| 6 juillet 2018                  | A Hornets de CharlotteSecond tour de draft 2019 Compensation financière de 243 000 $                                                  | A Thunder d'Oklahoma CityDroits sur Hamidou Diallo (#45)             |
| 7 juillet 2018                  | A Hornets de CharlotteBismack Biyombo (D'Orlando) Second tour de draft 2019 (D'Orlando) Second tour de draft 2020 (D'Orlando)         | A Bulls de ChicagoJulyan Stone (De Charlotte)                        |
| 7 juillet 2018                  | A Magic d'OrlandoJerian Grant (De Chicago) Timofeï Mozgov (De Charlotte)                                                              |                                                                      |

### Options dans les contrats
| Date       | Joueur     | Option                                                                        |
| ---------- | ---------- | ----------------------------------------------------------------------------- |
| 30/10/2018 | Malik Monk | Charlotte active son option d'équipe de 4 028 400 $ pour la saison 2019-2020. |

### Arrivés

#### Draft
| Date       | Joueur          | Contrat                                                 | Provenance                        |
| ---------- | --------------- | ------------------------------------------------------- | --------------------------------- |
| 02/07/2018 | Miles Bridges   | Contrat rookie de 16 317 853 $ sur 4 ans.               | Spartans de Michigan State (NCAA) |
| 06/07/2018 | Devonte' Graham | Contrat partiellement garanti de 4 069 177 $ sur 3 ans. | Jayhawks du Kansas (NCAA)         |

#### Agent libre
| Date       | Joueur      | Contrat                                                  | Provenance           |
| ---------- | ----------- | -------------------------------------------------------- | -------------------- |
| 22/07/2018 | Tony Parker | Contrat partiellement garanti de 10 250 000 $ sur 2 ans. | Spurs de San Antonio |

#### Two-way contract
| Date       | Joueur       | Provenance                   |
| ---------- | ------------ | ---------------------------- |
| 02/07/2018 | J. P. Macura | Musketeers de Xavier (NCAA)  |
| 13/10/2018 | Joe Chealey  | Cougars de Charleston (NCAA) |

#### Camps d'entraînement
| Date       | Joueur         | Contrat                                      | Provenance                       |
| ---------- | -------------- | -------------------------------------------- | -------------------------------- |
| 25/07/2018 | Jaylen Barford | Contrat non garanti de 838 464 $ sur 1 an.   | Razorbacks de l'Arkansas (NCAA)  |
| 26/07/2018 | Joe Chealey    | Contrat non garanti de 838 464 $ sur 1 an.   | Cougars de Charleston (NCAA)     |
| 26/07/2018 | Zach Smith     | Contrat non garanti de 1 349 383 $ sur 1 an. | Red Raiders de Texas Tech (NCAA) |
| 26/07/2018 | Isaiah Wilkins | Contrat non garanti de 838 464 $ sur 1 an.   | Cavaliers de la Virginie (NCAA)  |

### Départs

#### Agents libres
| Date       | Joueur                  | Nouvelle équipe ¹    |
| ---------- | ----------------------- | -------------------- |
| 07/07/2018 | Michael Carter-Williams | Rockets de Houston   |
| 11/07/2018 | Marcus Paige            | KK Partizan Belgrade |
| 30/07/2018 | Treveon Graham          | Nets de Brooklyn     |

¹ Il s'agit de l’équipe pour laquelle le joueur a signé après son départ, il a pu entre-temps changer d'équipe ou encore de pays.

#### Joueurs coupés
| Date       | Joueur          | Nouvelle équipe ¹     |
| ---------- | --------------- | --------------------- |
| 15/08/2018 | Mangok Mathiang | Guerino Vanoli Basket |

¹ Il s'agit de l’équipe pour laquelle le joueur a signé après son départ, il a pu entre-temps changer d'équipe ou encore de pays.

#### Non retenu après les camps d’entraînements
| Date       | Joueur         |
| ---------- | -------------- |
| 11/10/2018 | Jaylen Barford |
| 11/10/2018 | Isaiah Wilkins |
| 13/10/2018 | Zach Smith     |

## Joueurs "agents libres" à la fin de la saison
| Joueur         | Fin de saison         |
| -------------- | --------------------- |
| Frank Kaminsky | Agent libre restreint |
| Jeremy Lamb    | Agent libre           |
| Shelvin Mack   | Agent libre           |
| Kemba Walker   | Agent libre           |

### Options en fin de saison
| Joueur                 | Fin de saison  |
| ---------------------- | -------------- |
| Michael Kidd-Gilchrist | Option joueur. |
| Marvin Williams        | Option joueur. |

## Récompenses
| Date                    | Joueur       | Récompense                                   |
| ----------------------- | ------------ | -------------------------------------------- |
| 16 octobre – 21 octobre | Kemba Walker | Joueur de la semaine dans la conférence Est. |
| 17 février              | Kemba Walker | ☆ All-Star 2019 ☆                            |